# Кунг-фу Панда: Секрети несамовитої п'ятірки
«Панда Кунг-Фу: Таємниці несамовитої п'ятірки» (англ. Kung Fu Panda: Secrets of the Furious Five) — короткометражний анімаційний фільм виробництва DreamWorks Animation, на основі мультфільму «Панда Кунг-Фу». Короткометражка міститься в додаткових матеріалах DVD-релізу Панди Кунг-Фу. Пізніше він був показаний на телеканалі NBC 26 лютого 2009, а з 24 березня 2009 доступний, як окремий DVD-диск.
З фільму тільки Джек Блек (По), Дастін Гоффман (Майстер Шифу), Сет Роген (Майстер Богомол), Девід Кросс (Майстер Журавель) і Рендолл Дак Кім (Майстер Угвей) озвучували своїх персонажів у цій короткометражці. Анджеліна Джолі, Люсі Лью та Джекі Чан не брали участі у проекті, оскільки їхні персонажі зображені в молодшому віці. Мавпу озвучив Джейсі Чан, син Джекі Чана, також він озвучив Журавля кантонській версії оригінального фільму.
Виробництво фільму було передано Reel FX Creative Studios, що працювала над комп'ютерними анімаціями, а також Film Roman, яка працювала над виробництвом традиційних анімаційних послідовностей.

## Сюжет
Майстер Шифу призначає По викладачем кунг-фу для групи невгамовних маленьких кроликів. Тоді панда починає пояснювати, що кунг-фу — це не тільки бійка, але і майстерність свого характеру. Щоб проілюструвати свою думку, він розповідає історії «несамовитої п'ятірки», їхнє індивідуальне минуле і основні філософські поняття. Кролики дізнаються, як стати великими майстрами кунг-фу.

### Богомол
У молодості Богомол був дуже нетерплячим воїном, який був схильний до поспішних висновків та ухвалення імпульсивних рішень. Коли він в, результаті своєї імпульсивності, опинився в полоні у банди крокодилів, йому довелося довго чекати в своїй клітці, що дозволило йому набути терпіння і опинитися на волі.

### Гадюка
Гадюка, дочка Великого майстра Гадюки, народилася без отруйних ікол. Її батько, який покладався на свій отруйний укус, щоб захистити село був пригнічений, коли дізнався, що його дочка народилася без іклів. Гадюка, намагаючись розвеселити батька, вивчилася танцям із стрічкою. Одного разу під час фестивалю Великий майстер Гадюка зіткнувся з величезною горилою, яка виявилася одягнененою в сталеву броню, щоб зруйнувати його ікла, коли Гадюка намагався вкусити його. Бачачи, що її батько в небезпеці, Гадюка знайшла в собі мужність, щоб боротися з бандитом і перемогти його за допомогою своєї стрічки.

### Журавель
Журавель був невпевненим у собі двірником Академії Кунг-фу, поки зірка академії Мей Лінг не переконала його звернутися за зарахуванням в академію. Хоча його нерви підводили, Журавель, зіткнувшись з лякаючим завданням, раптом зрозумів, що впевненість у собі є ключем до успіху.

### Тигриця
Тигриця була сиротою, яку боялися всі та ізолювали в окрему кімнату від інших сиріт. Майстер Шифу вчить Тигрицю контролювати свої рухи. Після цього Тигриця змогла довести, що боятися її не варто. Коли вона була знову відхилена від прийняття дорослих, які все ще бояться її, майстер Шифу удочеряє її як свого учня і прийомну дочку.

### Мавпа
Мавпа був бешкетником, який дістав усіх мешканців села. Він кинув виклик усім спробам змусити його піти, поки майстер Угвей не постав перед ним і не переміг у бою, виводячи причини його антигромадської поведінки. Замість того, щоб покинути село, Угвей умовляє його залишитися і закликав його проявляти співчуття до інших.

### Епілог
Майстер Шифу повертається, щоб перевірити По і був здивований, що недооцінив здібності По, враховуючи скільки навчилися учні. Але коли кролики запитали По, яким був його перший день в кунг-фу, він, згадуючи свій перший день, з гордістю мовив: «Я з ходу всім надавав по мізкам!», хоча це було не так.

## Ролі озвучували
- Джек Блек — По
- Дастін Хоффман — Майстер Шифу
- Девід Кросс — Журавель
- Тара Стронг — молода Тигриця
- Сет Роген — молодий Богомол
- Джейсі Чан — молодий Мавпа
- Джессіка Ді Чікко — молода Гадюка
- Рендалл Дук Кім — Великий Майстер Угвей
- Джеймс Сі — Великий Майстер Гадюка
- Мередіт Скотт Лінн — мама Гадюки
- Елізабет Енн Беннетт — мураха/кролики
- Eamon Pirruccello — нетерплячий кролик
- Грейс Ролек — сором'язливий кролик
- Уїлл Шедлі — гальмівний кролик
- Джон Ді Маджіо — Бандит-крокодил № 1/Горила
- Керол Кейн — вівця
- Стівен Кеарін — Бандит крокодил № 2
- Стефані Ніколь Лемелін — Мей Лінг
- Том Оуенс — сонечно
- Джим Каммінгс — викладач